# Rhagio rolandi
Rhagio rolandi är en tvåvingeart som beskrevs av Becker 1921. Rhagio rolandi ingår i släktet Rhagio och familjen snäppflugor.
Artens utbredningsområde är Spanien. Inga underarter finns listade i Catalogue of Life.